# Distretto di Nacfa
Il distretto di Nacfa è un distretto dell'Eritrea nella regione del Mar Rosso Settentrionale, che ha come capoluogo Nacfa.